# Ucluelet
Ucluelet /Nootka naziv u značenju  'a place of safe harbour'; Yuułuʔiłʔatḥ/, pleme Aht Indijanaca na zapadnoj strani Barclay Sounda na otoku Vancouver u kanadskoj provinciji Britanska Kolumbija. Tradicionalni teritorij uključuje Ucluelet Inlet, poluotok Ucluelet i obalu sjeverno do Green Pointa na Long Beachu. 
Dolaskom Europljana dolaze do vatrenog oružja pa svoj teritorij šire na štetu danas nestalih plemena A'utsaht, Hachaaht i Namintaht. Danas žive u svojem tradicionalnom selu Ittatsoo, blizu grada Ucluelet, a ostali na Effingham Inletu, osvojenom od Hachaahta, i dolini Nahmint Rivera koji je pripadao Nahmintahtima. Populacija im 1996. iznosi 581. 

## Popis rezervata
- Clakamucus Indian Reserve 2
- Ittatsoo Indian Reserve 1
- Kleykleyhous Indian Reserve 5
- Oo-Oolth Indian Reserve 8
- Outs Indian Reserve 3
- Quinaquilth Indian Reserve 4
- Quisitis Indian Reserve 9
- Ucluth Indian Reserve 6
- Wya Indian Reserve 7

## Vanjske poveznice
- Ucluelet  Arhivirana inačica izvorne stranice od 3. travnja 2011. (Wayback Machine)
- About Ucluelet (+ karta)  Arhivirana inačica izvorne stranice od 10. prosinca 2007. (Wayback Machine)